# NGC 703
NGC 703 est une galaxie lenticulaire située dans la constellation d'Andromède. NGC 703 a été découverte par l'astronome germano-britannique William Herschel en 1786.

## Caractéristiques
Sa vitesse par rapport au fond diffus cosmologique est de  5 326 ± 20 km/s, ce qui correspond à une distance de Hubble de 78,6 ± 5,5 Mpc (∼256 millions d'al).
À ce jour, deux mesures non basées sur le décalage vers le rouge (redshift) donnent une distance de 69,100 ± 5,233 Mpc (∼225 millions d'al), ce qui est à l'intérieur des valeurs de la distance de Hubble.
Selon la base de données Simbad, NGC 703 est une radiogalaxie.

## Groupe de NGC 669
NGC 703 fait partie du groupe de NGC 669. Ce groupe comprend plus d'une trentaine de galaxies, dont 15 figurent au catalogue NGC et 3 au catalogue IC.

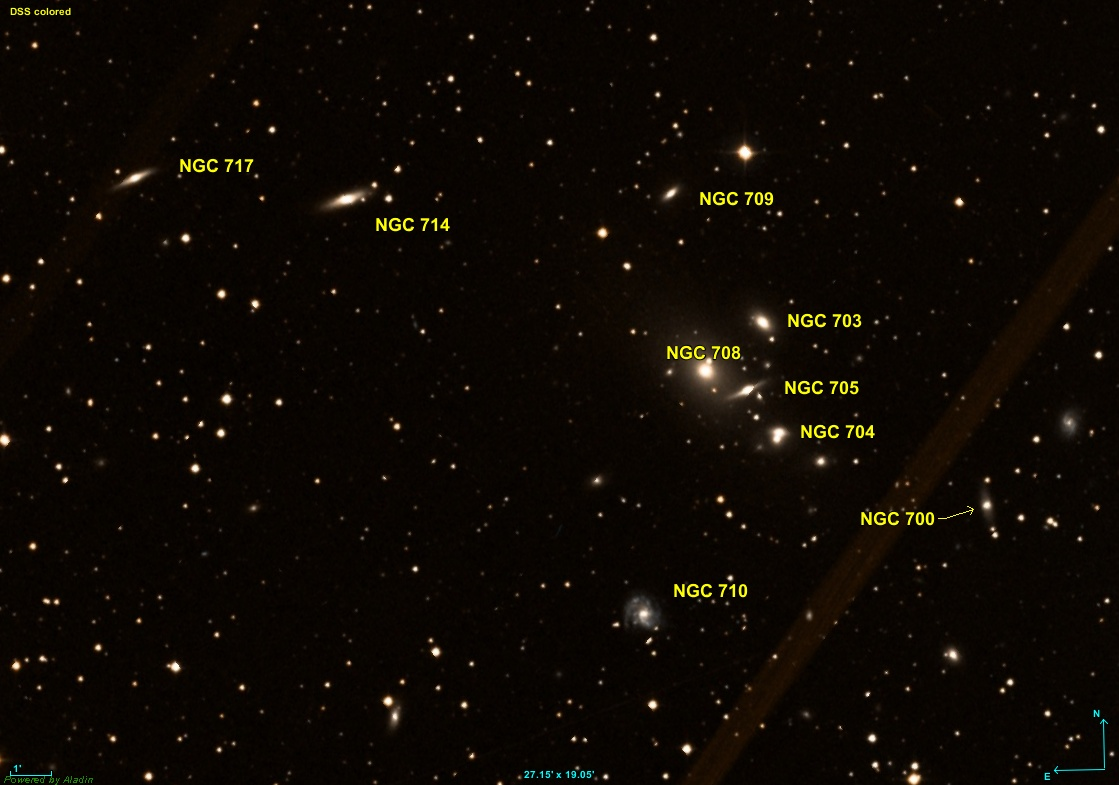
L'amas galactique Abell 262. NGC 759 est en dehors du champ de l'image, à gauche.

NGC 703 fait partie de l'amas de galaxies Abell 262, un sous-ensemble du superamas de Persée-Poissons. Les autres galaxies NGC de cet amas qui comprend plus de 100 membres sont : NGC 700, NGC 704, NGC 705, NGC 708, NGC 709, NGC 710, NGC 714, NGC 717 et NGC 759.